# Конкола Блэйдз
Конкола Блэйдз — замбийский футбольный клуб, базирующийся в Чилилабомбве. Принимает участие в Премьер-лиге Замбии. Проводит домашние игры на стадионе «Конкола» общей вместимостью 15 000 человек в Чилилабомбве.

## Достижения

### Местные
- Обладатель Кубка Замбии — 2 (1983, 1998)[4]
- Замбийский дивизион 1 — 1 (2005)[5]